# 尉凤英

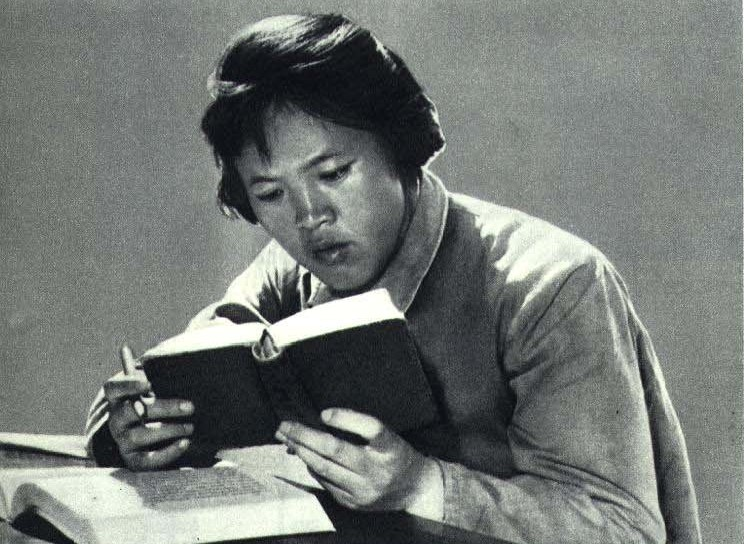
1967年尉凤英

尉凤英（1933年—），女，辽宁抚顺人，原沈阳东北机器制造厂工人，后被命名为工人工程师，被称为“毛主席的好工人”。曾任中国共产党中央委员会委员。

## 生平

### 从贫儿到工人
回忆童年，尉凤英说：
我3岁时父亲过世，母亲带着我们3个孩子靠打零工、挖野菜、要饭艰难度日。在旧社会，我从来没有吃饱饭的感觉。有一年春节，家里几乎揭不开锅，母亲在垃圾堆里捡了3个鱼头给我们做了个汤，全家过了个年。解放了，能吃饱了，有工作了，我总觉得身上有股使不完的劲，当时没别的想法，就是要报恩！

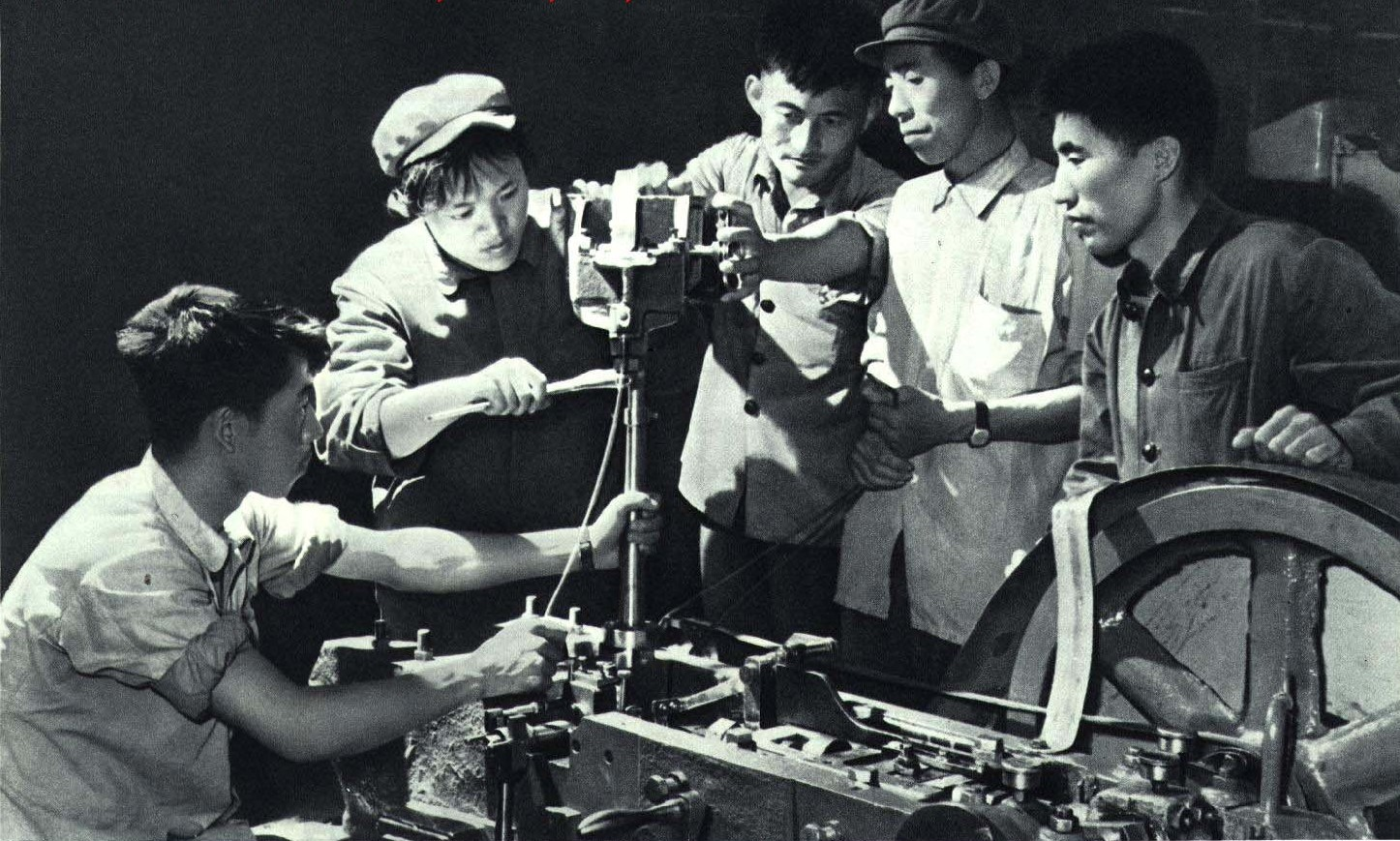
1966年尉凤英团队

她长大后，在夜校学习文化知识，后来从技校毕业。1953年1月27日，她20岁时考入大型军工企业沈阳东北机器制造厂当工人。在工作中，她对通过技术革新提高生产效率产生了浓厚的兴趣。1953年到1965年，她完成技术革新177项，其中重大技术革新58项。她用434天时间完成了第一个五年计划的工作量；用120天时间又完成了第二个五年计划的工作量。1953年，她被评为沈阳市劳动模范，被共青团沈阳市委任命为副书记（兼职）。1954年，她加入中国共产党。1955年，她作为军工厂的代表参加社会主义青年建设积极分子代表大会，受到毛泽东接见。1956年和1959年，在全国先进生产者代表大会、全国“群英会”上，她被授予“全国先进生产者”称号。1964年她被命名为工人工程师。1964年，尉凤英出席第三届全国人民代表大会第一次会议，会议间隙毛泽东和尉凤英亲切握手，次日握手照片刊登在《人民日报》头版头条。

### 从政经历

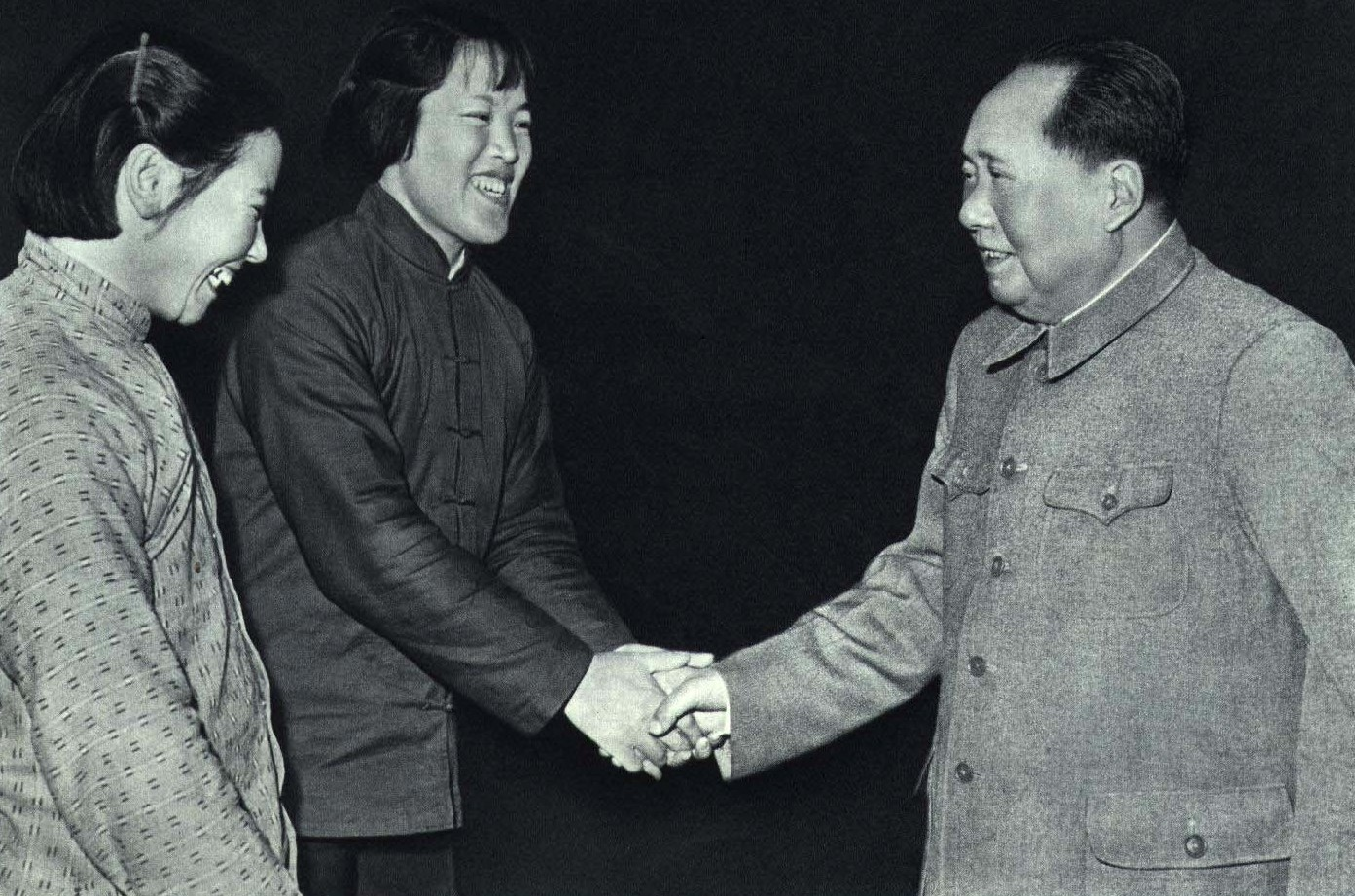
毛泽东与尉凤英握手

文化大革命中，1966年9月30日，毛泽东主席接见尉凤英。1966年10月22日，《人民日报》发表《灵魂深处闹革命——向毛主席的好工人尉凤英学习》的社论。她也成为和“毛主席的好干部”焦裕禄、“毛主席的好战士”雷锋、刘英俊齐名的时代著名人物
1968年5月她任辽宁省革命委员会副主任。1969年中华人民共和国国庆节，尉凤英作为全国工人阶级的代表登上天安门城楼并发表讲话。随后，周恩来总理将她以及刘胡兰的母亲、董存瑞的父亲等革命烈士家属请到中南海小住数日。
1971年1月，她当选中共辽宁省委常委。1973年5月，尉凤英被免去辽宁省革命委员会副主任一职，调到辽宁省妇女联合会工作。1974年初，尉凤英离职到中央党校进修。1976年9月9日，毛泽东逝世后，尉凤英作为毛泽东治丧委员会成员，参加了为毛泽东主席守灵。1977年，她任全国妇联筹备组副组长。

### 重回工厂
1977年，她回辽宁省任辽宁省总工会副主席。1980年7月起，尉凤英任航天部沈阳139厂副厂长，1983年起任该厂工会主席。任内她被沈阳市总工会评选为“模范职工之友”，被国防工业工会评为“为推进改革搞活企业作出突出贡献的优秀领导干部”。1985年，她在中共辽宁省第六次代表大会上当选省委候补委员。1993年她退休。
她是第二、三届全国人大代表，中国共产党第九、第十届中央委员，第十一届候补中央委员。中华人民共和国建国六十周年前夕，她被中华全国总工会授予“时代领跑者”金质奖章。
回顾往事，她说：
咱们在两点上没有辜负党。一是政治上，除了党的文件或《人民日报》上的话咱照着讲了，咱没整过任何人，也没帮任何人去整人。咱也没为自己办过任何事，包括子女的事。二是经济上，咱没伸手要过，也没有得过任何个人的好处。